# Lagos de Moreno
Lagos de Moreno ist eine Großstadt mit ca. 110.000 und Hauptort einer Gemeinde (municipio) von etwa 170.000 Einwohnern im mexikanischen Bundesstaat Jalisco. Das historische Zentrum der Stadt gehört seit dem Jahr 2010 zum UNESCO-Weltkulturerbe des Camino Real de Tierra Adentro; seit dem Jahr 2012 ist der Ort auch als Pueblo Mágico eingestuft.

## Lage und Klima
Lagos de Moreno liegt etwa 445 km (Fahrtstrecke) nordwestlich von Mexiko-Stadt in einer Höhe von ca. 1880 m; die „Silberstädte“ San Luis Potosí (ca. 150 km in nordöstlich), Guanajuato (ca. 120 km südöstlich) und Zacatecas (ca. 210 km nordwestlich) liegen in der weiteren Umgebung. Das Klima ist warm; Regen (ca. 605 mm/Jahr) fällt überwiegend im Sommerhalbjahr.

## Bevölkerungsentwicklung
| Jahr      | 2000   | 2005   | 2010   |
| Einwohner | 79.592 | 92.716 | 98.206 |

Der stetige Bevölkerungszuwachs beruht im Wesentlichen auf der immer noch anhaltenden Zuwanderung von Familien aus den Dörfern der Umgebung.

## Wirtschaft
Die Viehzucht (Rinder, Schafe, Ziegen, Schweine) spielt die wichtigste Rolle im Leben der Gemeinde; daneben sind auch der Anbau von Getreide (Mais, Weizen, Gerste) und der Obst- und Gemüseanbau (Bohnen, Chilis, Tomaten, Kaktusfeigen, Pfirsiche, Birnen, Feigen, Walnüssen) von Bedeutung. Bis zum Beginn des 20. Jahrhunderts wurden auch etliche Silber- und Eisenerzminen in der Umgebung betrieben. Gegen Ende des 20. Jahrhunderts hat sich eine bedeutende Lebensmittel verarbeitende Industrie entwickelt. In der Stadt selbst haben sich Kleinhändler, Handwerker und Dienstleister aller Art angesiedelt. Auch ein Technologie-Institut der Universidad de Guadalajara wurde eingerichtet.

## Geschichte
Vor der Ankunft der Spanier gehörte die Gegend zum Siedlungsgebiet der Chichimeken; der alte Name Pechititan ist überliefert. Um das Jahr 1550 gründete der Spanier Diego de Ibarra eine Hazienda, die jedoch bald darauf von den Indianern überfallen wurde; alle Tiere wurden getötet. Im Jahr 1563 wurde auf Befehl der Real Audiencia de la Nueva Galicia von 73 Familien mitsamt ihren Hausangestellten und Arbeitern der Ort Lagos gegründet; die meisten Menschen lebten jedoch als Viehzüchter auf Haziendas in der Umgebung des Ortes, doch auch dieser entwickelte sich und so gab es im 17./18. Jahrhundert bereits mehrere Kirchen. Die Stadtrechte wurden dem Ort jedoch erst nach der Unabhängigkeit Mexikos (1821) verliehen. Im Jahr 1829 erhielt Lagos den Beinamen de Moreno zu Ehren des im Jahr 1817 getöteten Unabhängigkeitskämpfers Pedro Moreno.

## Sehenswürdigkeiten
Die Altstadt (centro histórico) bietet zahlreiche Bauten aus der Kolonialzeit, die aber in einigen Fällen erst nach der Unabhängigkeit des Landes vollendet wurden. Ganz besonders hervorzuheben sind die vielen barocken oder klassizistischen Kirchen und die alte Brücke der Stadt.

## Persönlichkeiten
- Pedro Moreno (1775–1817), Unabhängigkeitskämpfer
- Mariano Azuela (1873–1952), Arzt und Schriftsteller
- Lola Álvarez Bravo (1907–1993), Fotografin
- Antonio de la Torre Villalpando (1951–2021), Fußballspieler
- Mauro Contreras (* 1996), Fußballspieler